# La Selle (Insel)
La Selle (französisch für Der Sattel) ist eine bis zu 11 m hohe Felseninsel am nordöstlichen Ende des Géologie-Archipels vor der Küste des ostantarktischen Adélielands. Sie liegt in der Baie Pierre Lejay.
Französische Wissenschaftler benannten sie 1958 nach ihrer Form.